# Il laccio rosso (film 1963)
Il laccio rosso (Das indische Tuch) è un film del 1963 diretto da Alfred Vohrer, tratto dall'omonimo romanzo di Edgar Wallace.

## Trama
Lord Lebanon viene strangolato con un laccio intorno alla gola. Tutti gli eredi si riuniscono nel suo antico castello per l'apertura del testamento, che non può però essere aperto prima del sesto giorno. A causa del maltempo e della linea telefonica interrotta sono impossibilitati ad avere contatti con l'esterno e quindi costretti a passare i sei giorni dentro al castello. Ma ogni giorno un erede viene ritrovato senza vita con un laccio rosso attorno al collo, e col passare delle vittime i sospetti sull'assassino vengono sempre più smentiti.

## Produzione
Il film fa parte di una serie di gialli di grande successo prodotti in Germania tra gli anni cinquanta e sessanta da Horst Wendlandt per la Rialto Film tratti dalle opere di Edgar Wallace.
In particolare questo film era adattato da The Frightened Lady, un testo teatrale che era già stato portato per ben due volte sullo schermo nel Regno Unito ,nel 1932 e nel 1940. La versione tedesca è quella che si allontana maggiormente dalla storia originale.
Molti degli interpreti di questo film figurano anche in altre pellicole della stessa serie.
Il film venne girato tutto in interni negli studi cinematografici della CCC a Berlino.
Wilhelm Vorwerg che interpreta Lord Lebanon era in realtà un dirigente degli studi cinematografici mentre Eva Ebner che interpreta la segretaria era una sua assistente.

## Colonna sonora
- Fantasia-Improvviso di Fryderyk Chopin
- Concerto per pianoforte e orchestra n. 1 di Ciajkovskij
- Sonata per pianoforte n. 14 di Ludwig van Beethoven
- Preludio in do diesis minore di Sergej Rachmaninov
- Sogno d'amore di Franz Liszt
- Notturno op. 9 n. 1 di Fryderyk Chopin